# IER3IP1
IER3IP1‏ (Immediate early response 3 interacting protein 1) هوَ بروتين يُشَفر بواسطة جين IER3IP1 في الإنسان.